# 욜랑드 당주
욜랑드 당주(프랑스어: Yolande d'Anjou, 1428년 11월 2일 - 1483년 3월 23일)는 로렌(1473년)과 바르(1480년)의 여공이다. 르네 당주(나폴리의 군주, 앙주, 바르, 로렌의 공작이자 프로방스 백작)와 이사벨 1세 드 로렌 여공작의 딸이기도 하다. 그녀의 여동생인 마르그리트 당주는 헨리 6세의 왕비이다. 그녀가 명목상으로만 주요 작위를 가지고 있었지만, 그녀의 권력과 작위들을 그녀의 남편과 아들에게 넘겨주었다.

## 혼인과 자녀
1445년, 그녀는 낭시에서 6촌인 페리 2세 드 보데몽(1420년–1470년)과 혼인했다. 그 혼인은 로렌 공국의 계승에 관한 르네 당주와 페리의 아버지인 앙투안 드 보데몽 사이에 있었던 분쟁을 종결시키는 가문 동맹이였다.

## 자녀
1. 르네 드 로렌 (René de Lorraine) - 로렌의 공작 : 1485년 9월 1일 그는 필리프 드 겔드르와 혼인하여 자식을 두었고 그 후손이 메리다.
2. 니콜라 드 로렌(Nicolas de Lorraine) : 주앙비유(Joinville)와 보프르몽(Bauffremont)의 군주이며, 1476년에 사망했다.
3. 피에르 드 로렌(Piere de Lorraine) : 1451년 사망.
4. 잔 드 로렌(Jeanne de Lorraine) (1458년–1480년 1월 25일) : 1474년에 샤를 5세 당주와 혼인했다.[1] 그들 사이에 자식은 없었다.
5. 욜랑드(Yolande de Lorraine) : 1500년에 사망했고, 빌헬름 2세 폰 헤센과 혼인하여 자식을 두었다.
6. 마르그리트 드 로렌보데몽 (1463년–1521년) : 르네 달랑송 (1454–1492)과 혼인하였다. 그 둘 사이에 자식을 두었는데, 그 후손이 앙리 4세이다.

## 유산
1473년에 그녀의 조카 니콜라가 사망하면서, 로렌 공국을 상속받으나, 이를 즉시 장자인 르네 2세에게 넘겨주었다. 1480년, 그녀의 아버지가 사망하면서, 그녀는 같은식으로 바르 공국도 상속시켰다. 그녀는 여동생인 마르그리트의 생일인 1483년 3월 23일에 사망했다. 그때 그녀의 나이는 54세였다.